# Franz Xaver Gerl
Franz Xaver Gerl (Andorf, 30 novembre 1764 – Mannheim, 9 marzo 1827) è stato un compositore e basso austriaco del periodo classico.
È noto soprattutto per aver cantato il ruolo di Sarastro alla prima assoluta del Flauto Magico di Wolfgang Amadeus Mozart.

## Biografia
Gerl nacque il 30 novembre 1764 ad Andorf. Da bambino cantò come corista a Salisburgo: il New Grove afferma che fu probabilmente allievo di Leopold Mozart. Studiò logica e fisica all'Università di Salisburgo. La sua carriera di basso iniziò nel 1785, quando entrò a far parte della compagnia teatrale di Ludwig Schmidt. Aveva certamente un timbro estremamente basso: lo dimostrano le note bassissime presenti nelle arie di Sarastro.
Nel 1787 entrò nella compagnia teatrale di Emanuel Schikaneder, per la quale cantò il ruolo di Osmin ne "I l ratto dal Serraglio" di Mozart. Nel 1789 la troupe si stabilì nel Theater auf der Wieden, a Vienna. I Singspiel della compagnia venivano composti rapidamente poiché vi collaboravano vari compositori. Fu così che Gerl iniziò la sua carriera di compositore. Potrebbe essere il compositore dell'aria "Ein Weib ist das herrlichste Ding", per cui Mozart scrisse otto variazioni per pianoforte K. 613 (il compositore potrebbe invece essere Benedikt Schack). Nel 1790 prese parte alla composizione de "La Pietra Filosofale", su libretto di Schikaneder.
Mozart gradualmente prese sempre più parte nelle iniziative della troupe di Schikaneder, fino alla realizzazione del suo Singspiel "Il Flauto Magico" (1791), con libretto dello stesso Schikaneder. Gerl partecipò alla prima assoluta con il ruolo di Sarastro, e continuò a recitare nello stesso ruolo in varie performance fino al 1792. Lasciò la troupe nel 1793.
Gerl potrebbe aver preso parte alle prove del Requiem di Mozart, un giorno prima della morte del compositore.
Negli anni successivi si recò a Brno e Mannheim, dove si ritirò nel 1826. Morì il 9 marzo 1827.

### Famiglia
Gerl si sposò il 2 settembre 1789 con il soprano Barbara Reisenger (1770–1806). Anche lei cantava nella troupe di Schikaneder, e interpretò il personaggio di Papagena alla prima del "Flauto Magico". Morì poco dopo aver dato vita al secondo figlio di Gerl.